# Alejo Cruz
Alejo Cruz Techera (Montevideo, 1º settembre 2000) è un calciatore uruguaiano, attaccante dell'Atl. Goianiense.

## Carriera
Cresciuto nel vivaio del Peñarol, nell'aprile del 2021 viene ceduto in prestito annuale al Racing Montevideo. Con la squadra di Montevideo raggiunge la finale play-off, mancando la promozione in Primera División. Il 15 luglio 2022 rescinde il contratto col Peñarol e si trasferisce all'Albion.

## Palmarès

### Competizioni nazionali
- Supercopa Uruguaya: 1

Peñarol: 2022

### Competizioni statali
- Campionato Goiano: 1

Atlético Goianiense: 2024